# Massilia Sound System
Massilia Sound System é um banda de reggae da cidade de Marselha, França, surgido nos anos 1980, tendo desenvolvido uma versão provençal do reggae rub-a-dub jamaicano por meio de músicas cantadas em occitano. 
O grupo mantém laços com outros grupos regionais, tais como o Fabulous Trobadors de Claude Sicre à Toulouse, o Nux Vomica de Nice e la Talvera de Tarn, todos centrados na valorização dos ritmos e das línguas regionais. 
Em 2004, decidiram dar lugar a projetos pessoais, surgindo daí o Oai Star, o Papet J e o Moussu T e lei Jovents. Em 2007, o grupo se reuniu novamente, lançando o disco Oai e Libertat. 

## Discografia
Rude et souple (cassette)
Vive le PIIM (cassette) 
Parla Patois (1992) 
Chourmo (1993) 
Commando Fada (1995) 
On met le òai partout (ao vivo, não reeditado), 1996) 
Aïollywood (1997) 
Marseille London Experience (remixes com Mad Professor and The Robotiks, 1999) 
3968 CR 13 (2000) 
Occitanista (2002) 
Massilia fait tourner (ao vivo, 2004) 
Oai e libertat (2007)
L´Éclait de la Rose (remix com Alibert)

## Integrantes
René Mazzarino (Jali ou Papet J) : MC
François Ridel (Tatou ou Moussu T) : MC 
Laurent Garibaldi (Gari Greu) : MC 
Lux B : MC 
Gilbert Kayalik (DJ Kayalik) : DJ, compositor
Janvié : teclados
Blù : guitarra

Antigos Integrantes:
Goatari "Lo Minot" : DJ, teclados e caixa de ritmos
Richard Bernet "Rishi" : sarode, esraj e flauta